# Ингебригтсен, Якоб
Якоб Ингебригтсен (норв. Jakob Ingebrigtsen; род. 19 сентября 2000, Саннес, Ругаланн) — норвежский легкоатлет, специализирующийся в беге на средние и длинные дистанции, олимпийский чемпион 2020 года на дистанции 1500 метров, олимпийский чемпион 2024 года на дистанции 5000 м, двукратный чемпион мира на дистанции 5000 метров (2022 и 2023), двукратный чемпион мира в помещении (2025), 6-кратный чемпион Европы на открытых стадионах и 7-кратный чемпион Европы в помещениях. Рекордсмен мира на дистанции 1500 метров в помещении, также рекордсмен мира на открытом воздухе на дистанциях 3000 метров и 2 мили.

## Биография

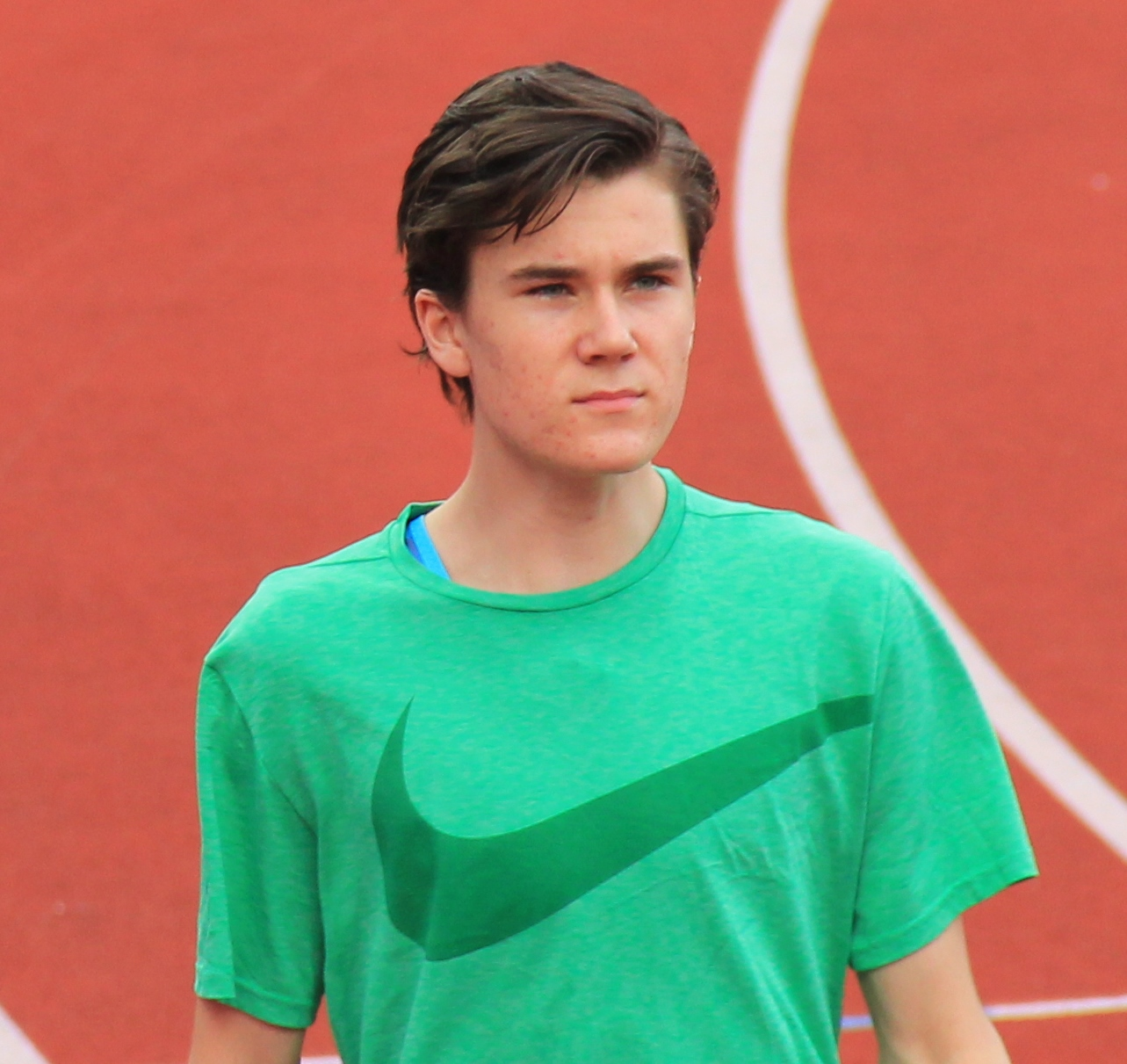
2017 год

Младший брат двух других норвежских бегунов Хенрика и Филиппа Ингебригтсенов.
В 2016 году, в 16 лет, он выиграл юниорскую индивидуальную гонку на чемпионате Европы по кроссу в Италии, пробежав 6 км за 17 минут и 6 секунд.
27 мая 2017 года во время Префонтейна Классика в Юджине он стал самым молодым спортсменом, который преодолел одну милю менее чем за 4 минуты (3:58:07).
В июле он участвует в чемпионате Европы среди юниоров в Гроссето на трёх дистанциях: 1500 м, 5000 м и 3000 м с препятствиями. его цель была достичь успеха во всех забегах. Эта задача оказывается невыполнимой и превращается в «провал». Он падает за 300 м до финиша на 1500 м. Но через два часа он выиграл на 5000 м, а на следующий день на 3000 м с препятствиями.
В августе он выступает на чемпионате мира в Лондоне на дистанции 3000 м с препятствиями, но не смог преодолеть предварительный раунд, завершив со временем 8:34:88 после падения на последнем барьере.
26 мая 2018 года во время Префонтейна Классика в Юджине, штат Орегон, он улучшил своё личное время и показал результат 3:52:28 на миле. Затем, в Стокгольме, он улучшил свой личный рекорд на дистанции 1500 м, преодолев за 3:36.06.
12 и 14 июля 2018 года, на чемпионате мира среди юниоров в Тампере, норвежец выиграл две медали: серебро на 1500 м (3:41.89), позади кенийского бегуна Георгия Манангоя, и бронзу на 5000 м (13:20.78), где он побил рекорд Европы среди юниоров, который держался 39 лет.
10 августа 2018 года, в возрасте 17 лет и 324 дней Якоб выиграл финал в забеге на 1500 метров на чемпионате Европы на Олимпийском стадионе в Берлине, продемонстрировав время 3:38.10. На следующий день этот талант вносит ещё один эпизод в историю лёгкой атлетике, выиграв титул чемпиона Европы на дистанции 5000 м за 13:17.06, установив европейский юношеский рекорд. Он стал первым спортсменом в истории, победившим сразу на двух дистанциях (1500 м — 5 000 м) на одном чемпионате Европы.
На чемпионате Европы в помещении в польском Торуне в марте 2021 года завоевал золотую медаль на дистанции 1500 метров с результатом 3:38.06.

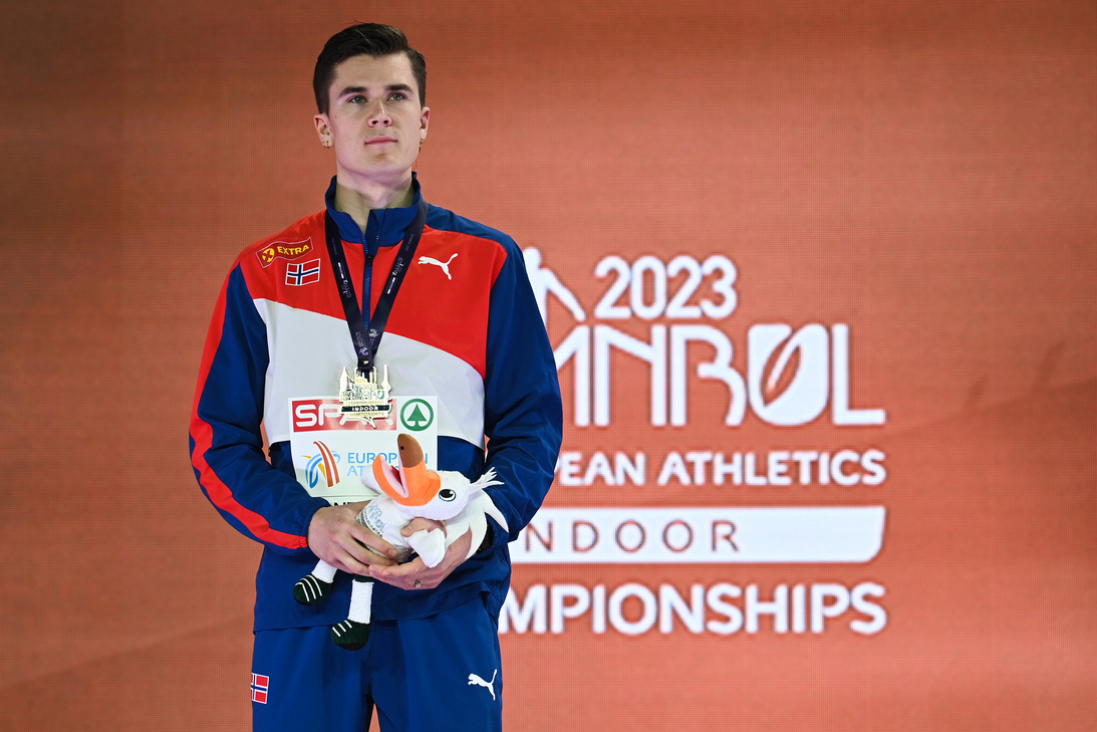
2023 год

7 августа 2021 года выиграл олимпийское золото на дистанции 1500 метров на Играх в Токио с олимпийским рекордом и рекордом Европы — 3:28.32. Ингебригтсен стал первым с 1992 года бегуном из Европы, выигравшим олимпийское золото на этой дистанции.
В августе 2022 года повторил победный дубль на дистанциях 1500 и 5000 метров на чемпионате Европы в Мюнхене. На дистанции 1500 метров установил рекорд чемпионатов Европы — 3:32,76.
В начале марта 2023 года на чемпионате Европы в помещении в Стамбуле выиграл 1500 метров с рекордом чемпионатов (3:33,95) и 3000 метров с национальным рекордом (7:40,32).
В 2023 году на чемпионате мира по лёгкой атлетике в Будапеште норвежец выиграл серебро в беге на 1500 метров с результатом 3:29,65, уступив британцу Джошу Керру. В последний день чемпионата стал победителем на дистанции 5000 метров с результатом 13:11,30.
На Олимпийских играх 2024 года в Париже 6 августа сенсационно не смог попасть в тройку призёров на дистанции 1500 метров, заняв в финале только 4-е место с результатом 3:28,24. 10 августа выиграл золото на дистанции 5000 метров, опередив ближайшего преследователя почти на 1,5 секунды.
В начале сезона 2025 года сделал золотые дубли на дистанциях 1500 и 3000 метров сначала на чемпионате Европы в помещении в Апелдорне, а затем и на чемпионате мира в помещении в Нанкине.
В 2025 году Якоб, Филипп и Хенрик Ингебригтсен основали открытую беговую команду для всех желающих под названием Spring Run Club, в которую также вошли бегунья Каролине Бьеркели Гровдаль и лыжница Марте Кристофферсен.

### Личная жизнь
В 2021 году обручился со своей девушкой Элизабет, в сентябре 2023 года пара сыграла свадьбу.

### Суд с отцом
В феврале 2022 года Якоб, Филипп и Хенрик прекратили сотрудничество со своим отцом и тренером Гьертом Ингебригтсеном. В октябре 2023 года братья сообщили, что с детства подвергались угрозам и физическому насилию с его стороны. В 2024 году были предъявлены официальные обвинения в жестоком обращении с Якобом в 2008–2018 годах и с дочерью Ингрид в 2018–2022 годах. В июне 2025 года Гьерт был оправдан судом по обвинениям в отношении Якоба в связи с отсутствием доказательств и признан виновным только в физическом насилии над дочерью в ситуации, когда ударил её мокрым полотенцем по лицу в 2022 году, за что получил 15 суток ареста условно и штраф в 1 тыс. долларов в её пользу.

## Персональные рекорды
- 800 метров: 1:46,44, 30 июня 2020 года, Осло
- 1500 метров: 3:26,73, 12 июля 2024 года, Монако
- Миля: 3:43,73, 16 сентября 2023 года, Юджин
- 5000 метров: 12:48,45, 10 июня 2021 года, Рим
- 3000 метров с препятствиями: 8:26,81, 8 июля 2017 года, Кортрейк